# Memurubu

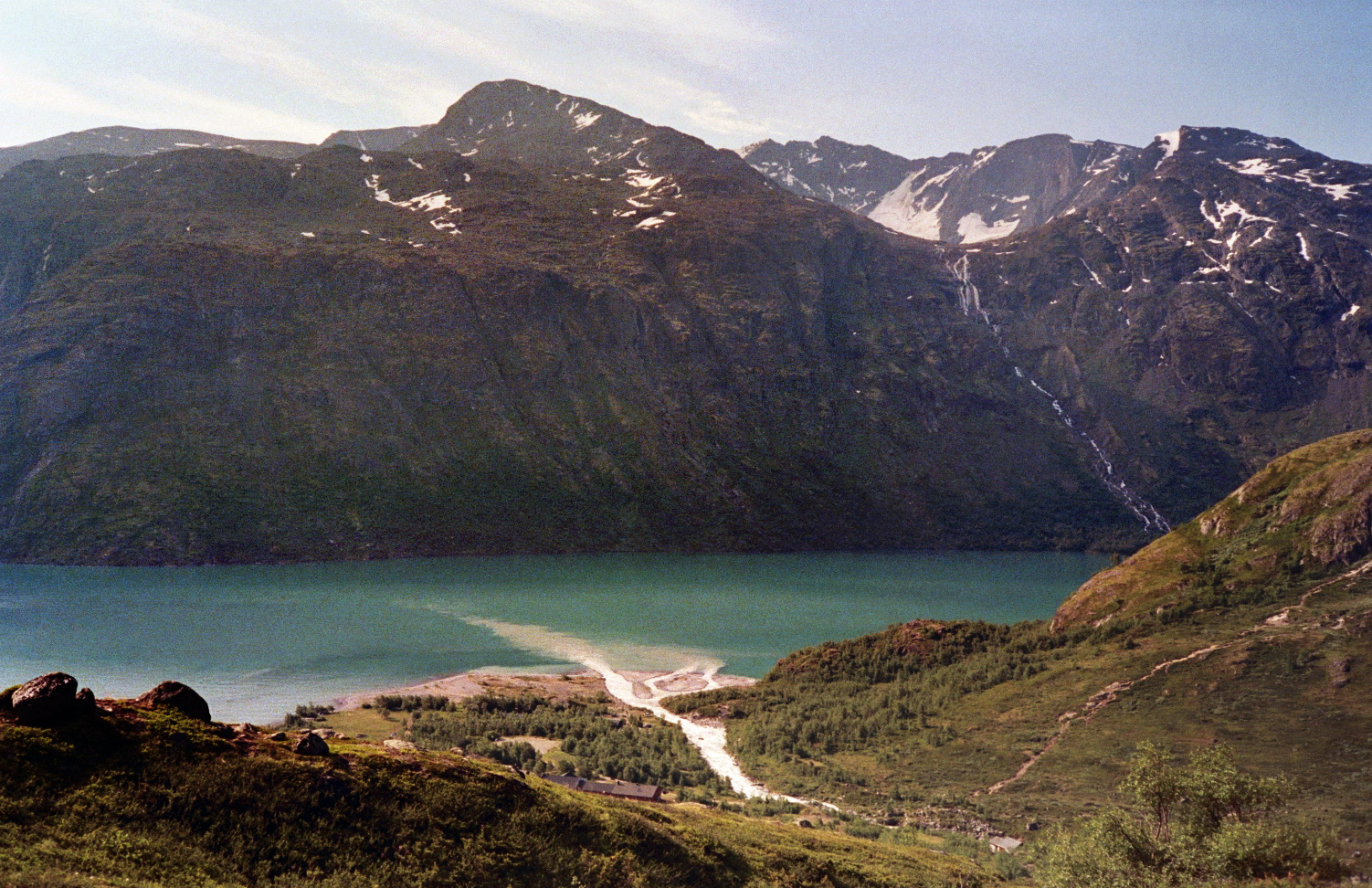
De rivier Muru mondt uit in het Gjende meer naast Memurubu.

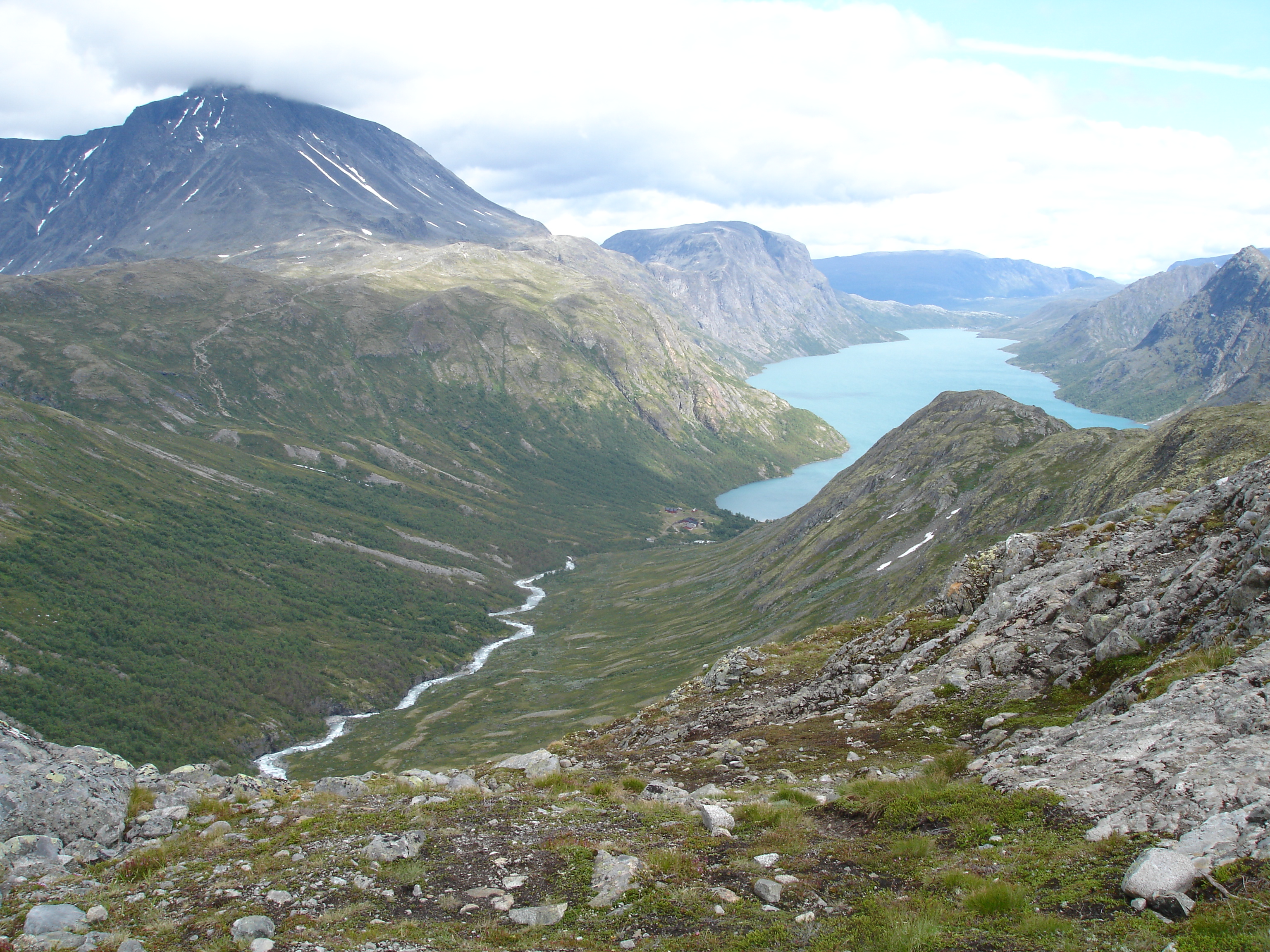
Memurubu in het midden van de foto. Het Gjende meer. In de verte de Besseggen.

Memurubu is een toeristische berghut in de Noorse gemeente Lom, gelegen in het oosten van Jotunheimen, op de noordelijke oever van het Gjendemeer, aan de monding van de rivier Muru in de vallei Memurudalen. De rivier levert groene stroom ("witte steenkool") aan de hut door middel van een hydro-elektrische generator.
De naam Memurubu komt oorspronkelijk van een oude bergweide die teruggaat tot 1872. 
Memurubu was de vierde hut in Noorwegen opgericht door de DNT (Den Norske Turistforening), maar is nu particulier eigendom. Na een brand in 1998 werd het huidige gebouw neergezet, dat plaats biedt aan 150 bedden.
Andere berghutten rondom het meer zijn Gjendesheim en Gjendebu.
Memurubu staat vooral bekend als start- of eindpunt van de Besseggen bergwandeling.

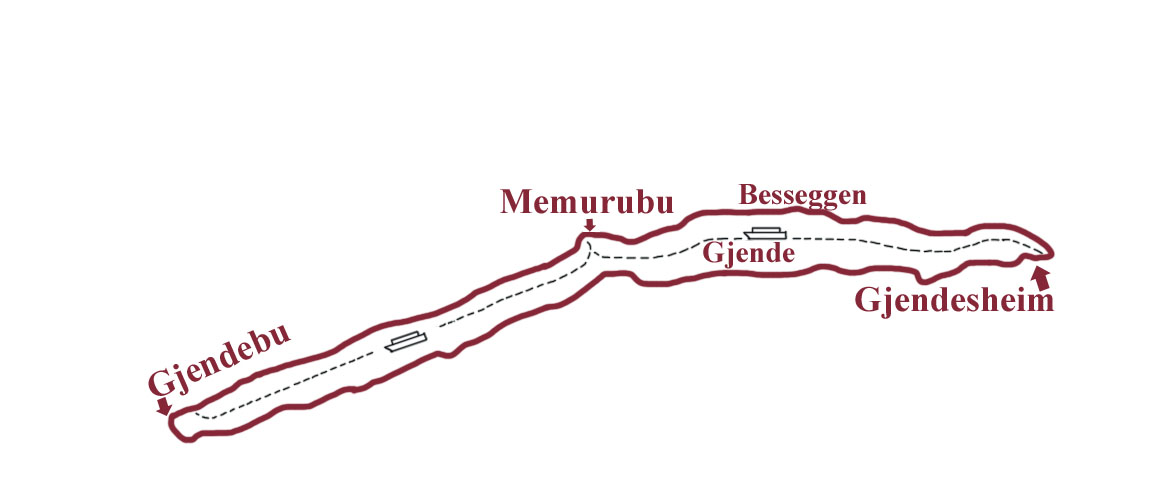
Een overzicht van het meer Gjende met de locaties van de berghutten Gjendebu, Memurubu en Gjendesheim.